# Idiot (album)
Idiot je druhé sólové album Vladimíra 518, které vyšlo pod labelem Bigg Boss na jaře roku 2013. Na albu vedle jiných hostují např. Michael Kocáb, Jiří Korn, Matěj Ruppert , Mikoláš Chadima nebo Roman Holý, který se také podílel na produkci některých tracků.

## Seznam skladeb (CD)
1. Můj pes má hlad (Produkce DJ Wich)
2. Drzost je věčná feat. Michael Kocáb (Produkce Beatbustlers)
3. Planeta Praha feat. Martin Svátek (Produkce Mike Trafik)
4. Jak se ti líbim teď? feat. James Cole (Produkce Tin Soldiers)
5. Město je prales (Produkce Sifon)
6. Kilovej bůh feat. Jiří Korn a Roman Holý (Produkce Roman Holý)
7. Idiot feat. Martin Svátek (Produkce DJ Enemy)
8. Ať žije kýč! (Produkce DMX Krew)
9. Koma feat. Mikoláš Chadima (Produkce Frank Flames)
10. Tak to mám rád feat. Ektor (Produkce Mike Trafik)
11. Stroj (Produkce Ink Midget)
12. Nemám zájem feat. Hugo Toxxx (Produkce Mike Trafik)
13. V Čechách je všechno fajn feat. Orion (Produkce Mike Trafik)
14. Teď je to bída feat. Matěj Ruppert (Produkce Roman Holý)
15. Čas nečeká (Produkce Mike Trafik)

## Ocenění
Vladimir 518 byl za album oceněn Andělem v kategorii hip-hop.